# Delias hikarui
Delias hikarui is een vlindersoort uit de familie van de Pieridae (witjes), onderfamilie Pierinae.
Delias hikarui werd in 1993 beschreven door Yagishita.